# Staten Island
Staten Island (IPA: [ˌstæt.ənˈaɪlənd]) egyike New York város öt kerületének;  az azonos nevű szigeten terül el. Mivel földrajzilag kívül esik a városmagon, népessége is a legkisebb az öt kerület közül. Területe megegyezik Richmond megyével, amely New York állam legdélibb megyéje. 1975-ig a kerület hivatalos neve Borough of Richmond volt.

## Jellemzői
Lakossága  465 000 fő, ezért Staten Islandet néha az elfeledett kerület néven is illetik. Sokkal kevéssé ismert, mint a többi négy: Bronx, Queens, Manhattan és Brooklyn. Az öt kerület közül ennek a legkisebb a lakosságszáma és harmadik legkisebb a területe (kb. 153 km²). Ha az öt kerület külön várost alkotna,  Staten Island  a  39. legnépesebb amerikai város lenne, míg a többi négy benne lenne az első tízben.

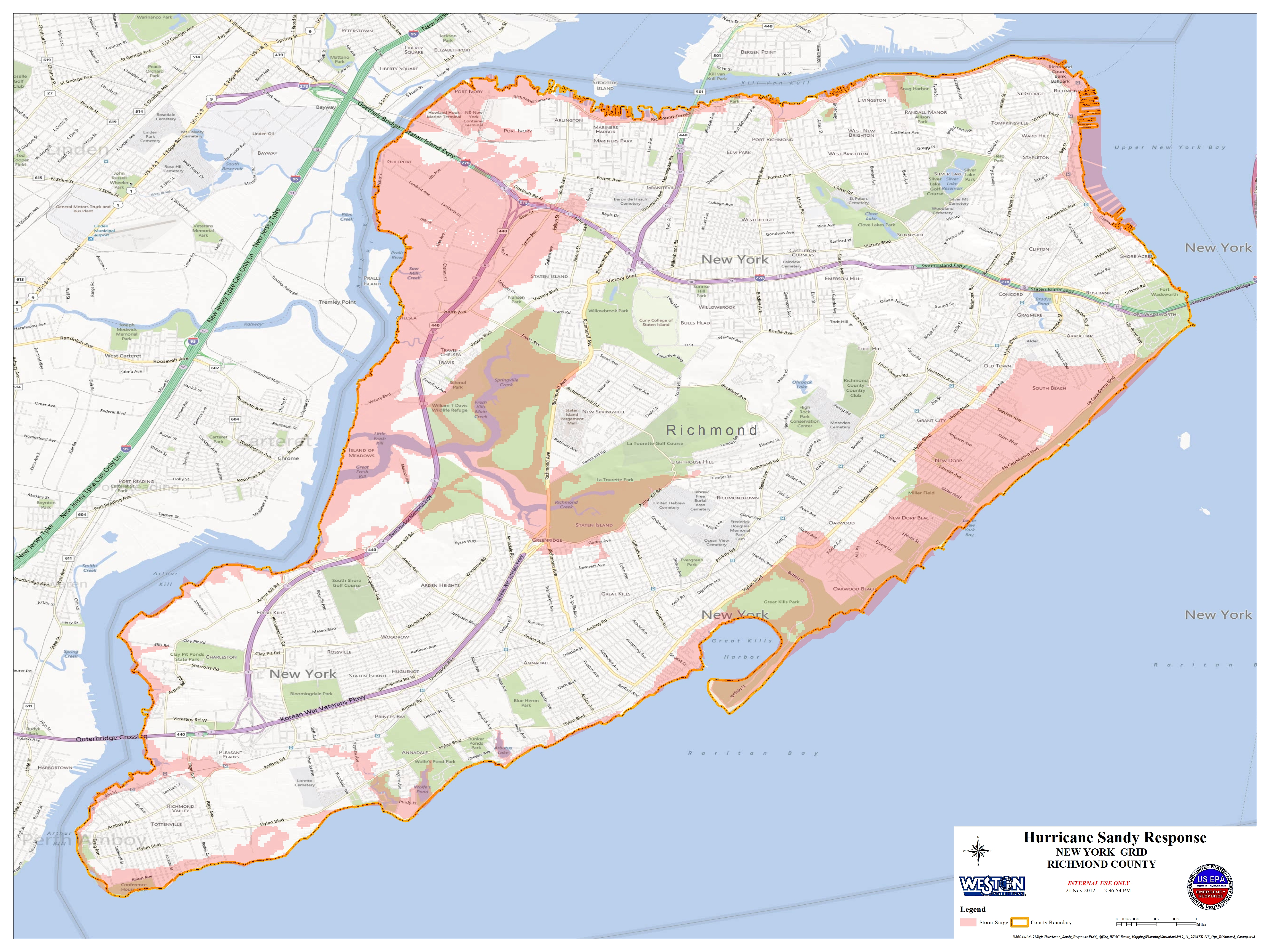
Staten Island térképe

Staten Island elsősorban külvárosi jellegű, alacsony népsűrűségű és etnikailag homogén kerület. A városrész központi és déli részein korábban tejipari és baromfifarmok voltak, némelyik még az  1960-as évek elején is működött. Más területei inkább városi jellegűek és Queens keleti vagy Bronx északi részéhez hasonlítanak. A Verrazano-Narrows híd  felépítése óta a kerület  lakossága  meredeken nőtt és ez magával hozta a  forgalom növekedését is. Manhattannal állandó kompjárat köti össze, melyet naponta átlag 75 ezren használnak.
Itt van a  Fresh Kills Landfill is, amely 53 évig  a város szeméttelepeként szolgált. 2001-ben bezárták, és jelenleg tisztítási és rehabilitációs munkákat végeznek a területen.